# Claude Socorri
Maryse Ducazau, dite Claude Socorri en littérature (1885-1977), est une écrivaine régionaliste et dramaturge française née et morte à Bayonne.

## Biographie
Claude Socorri publie en juillet 1930 dans La Revue des Vivants une fantaisie qui s'intitule NewYork-sur-Loire. Elle reçoit, en 1931, le grand prix littéraire des amis de la  côte basque pour son drame Maïté.
Claude Socorri et son mari François Duhourcau, rendent souvent visite, l'été, à leur voisin Francis Jammes, à Hasparren,,.
Elle est membre de l'Association Régionaliste du Béarn et écrit dans la  Revue régionaliste des Pyrénées.

## Œuvres

### Poèmes
- Le Mal d'Aimer, 1961, Prix Alfred-Née 1961.
- Le Bel Autrefois, L. Laharrague, 1963[6], Prix Pujol 1963[7].
- L'Aile pliée, L. Laharrague, 1966, Prix Véga-et-Lods-de-Wegmann 1967[8].

### Théâtre
- 1934 : Trop tard !, comédie en 1 acte, 13 janvier au théâtre des Mathurins[9],[10].
- 1935 : C'est mon mari, comédie en 1 acte, 9 février, aux Mathurins[11].
- 1938 : Les frères Andrieu
- 1939 : Fabienne, crée le 16 juin, à l'Odéon[12],[13],[14], Prix Émile-Augier 1941.
- 1939 : L'Hirondelle , Les Éditions théâtrales
- 1956 : Nuit noire, d'après Les Nuits blanches, de Dostoievski
- 1959 : Ce qui cause nos peines, comédie en 5 actes[15].
- 1965 : L'auteur, c'est moi
- 1967 : Hélène et Suzanne
- Véroniqua
- Hara-Kiri

## Récompenses
- 1941 : prix Émile-Augier, pour Fabienne ;
- 1961 : prix Alfred-Née, pour Le mal d’aimer ;
- 1967 : prix Véga-et-Lods-de-Wegmann, pour L’Aile repliée.